# FAR: Changing Tides
Far: Changing Tides (estilizado como FAR: Changing Tides) es un videojuego de puzzle y aventura desarrollado por Okomotive y publicado por Frontier Foundry. Es el sucesor de FAR: Lone Sails (2018), fue lanzado para Windows, Nintendo Switch, PlayStation 4, PlayStation 5, Xbox One, Xbox Series X y Series S en marzo de 2022.

## Jugabilidad
Similar a Lone Sails, Changing Tides es un videojuego de aventuras de desplazamiento lateral en el que el jugador asume el control de un conductor anónimo de un gran barco mientras explora un mundo posapocalíptico.
Aunque el juego no presenta escenarios de combate, el personaje jugador debe conducir el barco y gestionar su vela, resolver puzles ambientales y recolectar recursos. 
El barco puede mejorarse para incluir un motor de vapor y el jugador debe mantener el barco en funcionamiento quemando combustible, además de evitar que el motor se sobrecaliente rociándole agua.
Eventualmente, el barco se convertirá en submarino, lo que abrirá nuevos caminos para que los jugadores navegue por el mundo.
El juego no tiene un estado de fracaso, aunque algunas decisiones que tomen los jugadores pueden dañar el barco o hacer que pierda impulso.
Los jugadores también pueden necesitar reparar el barco utilizando los recursos que hayan descubierto en el mundo del juego y en ocasiones deben abandonar el barco y resolver sencillos puzles ambientales para eliminar obstáculos que bloqueen el camino.

## Desarrollo
Far: Changing Tides fue desarrollado por el estudio suizo Okomotive, compuesto por un equipo de alrededor de diez personas. Tanto el directo, Don Schmocker, como el compositor, Joel Schoch, regresaron a la empresa para este proyecto.
Okomotive describió Changing Tides como un "título complementario" a Lone Sails, lo que significa que los jugadores no necesitan haber jugado este último para entender la historia de la nueva entrega.
A diferencia del primer juego, que se desarrolla en un mundo donde los océanos se han secado, este título está ambientado en un mundo posapocalíptico en el que las ciudades y civilizaciones han sido inundadas.
Al igual que en Lone Sails, el equipo dedicó mucho tiempo al desarrollo de la narrativa ambiental del juego. La perspectiva de desplazamiento lateral les permitió controlar cuidadosamente la historia que querían contar.
El juego tiene una cantidad mínima de texto y se espera que el jugador resuelva los puzles con poca o ninguna guía. Según Schmocker, esto ayudó a que el jugador desarrollada un vínculo con su barco. Además, agregó que diseñar el entorno fue más difícil en Changing Tides debido a que presenta una amplia variedad de paisajes, como lagos, ríos y océanos. Esta mayor diversidad de paisajes significaba que cada ubicación necesitaba ser visualmente más distintiva y el equipo tuvo que llevar el mundo con más color en comparación con Lone Sails.
Dado que el juego no tiene texto, la historia del juego y el trasfondo de su mundo se comunican principalmente a través del diseño de los diversos elementos ambientales.
Okomotive y Frontier Foundry, el sello editorial de Frontier Developments, anunciaron al juego durante el E3 de 2021. Originalmente programado para lanzarse a finales de ese mismo año, pero no cumplió con su ventana de lanzamiento inicial y se retrasó. Finalmente, el juego fue lanzado para Windows, Nintendo Switch, PlayStation 4, PlayStation 5, Xbox One, Xbox Series X y Series S en marzo de 2022.

## Recepción
Far: Changing Tides recibió críticas "generalmente favorables" para la mayoría de las plataformas, según el agregador de reseñas Metacritic. Sin embargo, la versión para PC obtuvo críticas "mixtas" o "promedio".
Brian Hobbs de Adventure Gamers elogió en gran medida la calidad de los entornos, las escenas, las mecánicas del barco, la banda sonora y el clímax del juego, aunque señaló problemas menores con los controles complicados y el ritmo de juego a veces lento.
Vikki Blake de Eurogamer recomendó el juego, escribiendo: "Resulta que Far: Changing Tides es tan cautivador como su predecesor gracias a su impresionante presentación, inquietante banda sonora y sus mecánicas de juego y rompecabezas completamente únicas".
Ben Reeves de Game Informer quedó impresionado por los puzles, la libertad del jugador y la música, comparando el ritmo del juego con "los mejores momentos de un largo viaje en auto, donde te sumerges en la belleza de la naturaleza".
Tom Marks de IGN le dio al juego un 7 de 10, afirmando: "Sigue siendo un viaje absolutamente hermoso y en ocasiones casi meditativo a través de un mundo lleno de impresionantes paisajes y puzles ingeniosos, aunque los esfuerzos por hacerlo más variado en lo mecánico, si bien exitosos, también inclinan inadvertidamente el equilibrio de la fórmula original de lo pacífico a lo tedioso a veces".
Roland Ingram de Nintendo Life elogió el port para Switch, afirmando que los gráficos se mantenían nítidos y fluidos en la consola portátil y consideró que sus mecánicas eran "superiores a las de su predecesor".
Tom Sykes de PC Gamer valoró la sensación realista del barco y consideró el título una experiencia valiosa, escribiendo: "Entre tramos de intensa gestión del barco y tras algún rompecabezas que hace rascarse la cabeza, estos momentos de navegación pura son una recompensa justa y enormemente satisfactoria".
Graham Banas de Push Square elogió la dirección artística, la banda sonora, el diseño de sonido y los momentos finales de Far: Changing Tides, aunque criticó su ritmo más lento, el equilibrio de actividades y el diseño poco desafiante de los puzles.
TJ Denzer de Shacknews encontró el diseño de los rompecabezas, la interactividad de las máquinas, la inmersiva banda sonora, el mundo minimalista y la profundidad de juego como aspectos ejemplares, pero criticó la corta duración del juego, su sentido abstracto de progresión y el ritmo de juego ocasionalmente pausado.